# Titularbistum Rufiniana
Rufiniana war eine antike Stadt in der römischen Provinz Byzacena bzw. Africa proconsularis in der Sahelregion von Tunesien.
Rufiniana ist ein ehemaliges Bistum der römisch-katholischen Kirche und heute ein Titularbistum.
| Titularbischöfe von Rufiniana |                           |                                                     |                   |                  |
| Nr.                           | Name                      | Amt                                                 | von               | bis              |
| 1                             | Nikë Prela                | Weihbischof in Skopje-Prizren (Mazedonien)          | 2. Oktober 1969   | 2. November 1995 |
| 2                             | Luiz Vicente Bernetti OAD | Weihbischof in Palmas-Francisco Beltrão (Brasilien) | 12. Juni 1996     | 2. Februar 2005  |
| 3                             | Anton Leichtfried         | Weihbischof in St. Pölten (Österreich)              | 21. November 2006 |                  |